# St.-Petri-Kirche (Gülzow)

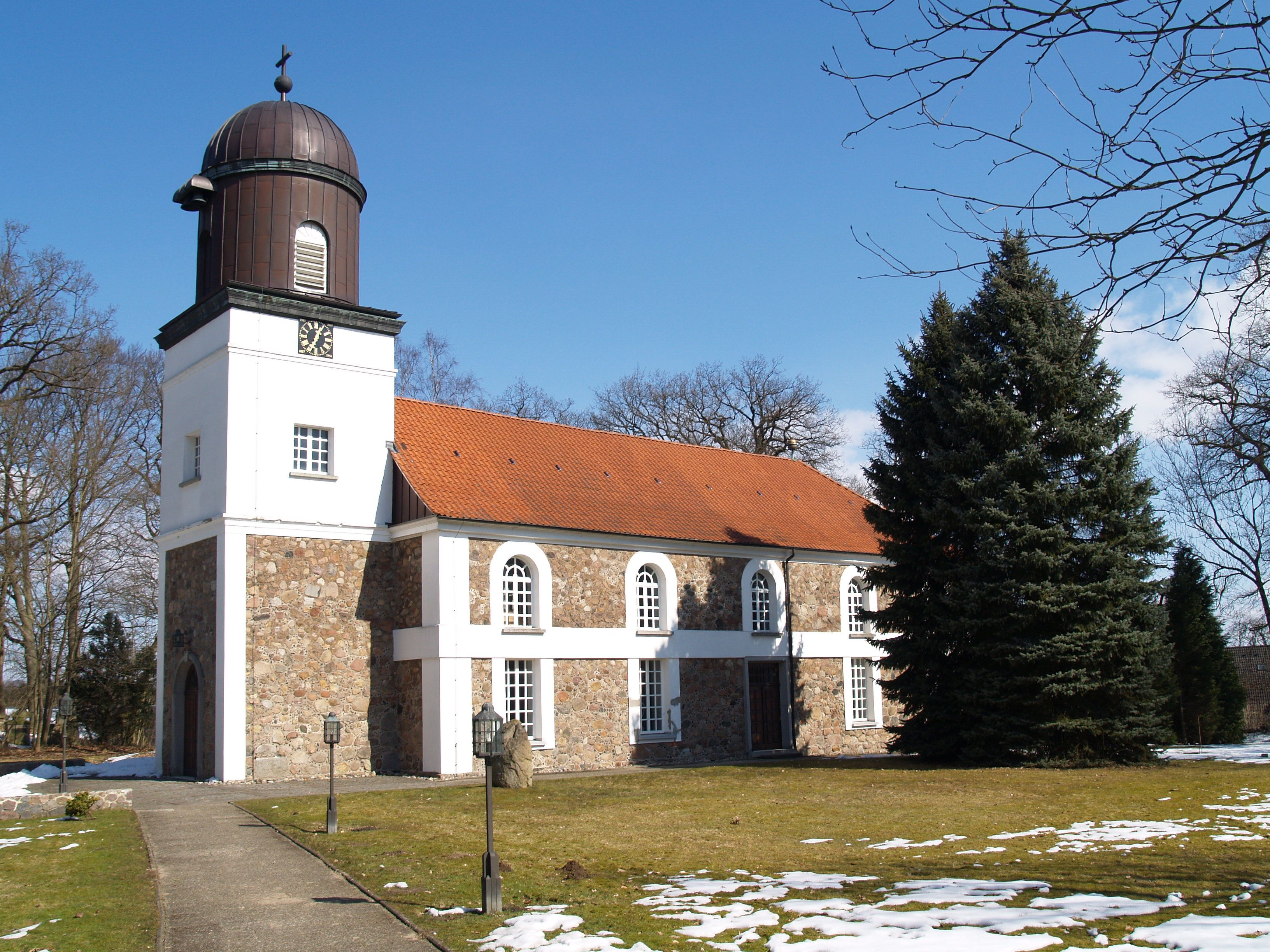
St.-Petri-Kirche (Gülzow)

Die St.-Petri-Kirche ist ein geschütztes Kulturdenkmal mit der Objekt-ID 3063 im Denkmalschutzgesetz in Gülzow, einer Gemeinde im Kreis Herzogtum Lauenburg in Schleswig-Holstein.  Die Kirchengemeinde gehört zum Kirchenkreis Lübeck-Lauenburg der  Evangelisch-Lutherischen Kirche in Norddeutschland. Namensgeber der Kirche ist der Apostel Petrus.

## Beschreibung
Die klassizistische Saalkirche wurde 1818/19 anstelle der baufälligen Vorgängerkirche erbaut. Das Langhaus, das mit einem im Osten abgewalmten Satteldach bedeckt ist, und das Erdgeschoss des Kirchturms im Westen wurden aus Feldsteinen errichtet. Das verputzte Obergeschoss beherbergt die Turmuhr, der zylindrische Aufsatz, auf dem eine Kuppel sitzt, den Glockenstuhl. Die Wände sind durch verputzte Ecken und ein horizontales Putzband, das die Bogenfenster zweiteilt, gegliedert.
Zur Kirchenausstattung gehört ein hölzerner Taufengel von 1695.